# ۶'،۷'-دی‌هیدروکسی‌برگاموتین
۶'،۷'-دی‌هیدروکسی‌برگاموتین (به انگلیسی: 6',7'-Dihydroxybergamottin) یک فورانوکومارین طبیعی است که عمدتاً در عصاره یا آب گریپ‌فروت دیده می‌شود.
به‌نظر می‌رسد این مادهٔ شیمیایی به همراه برگاموتین، مسئول ایجاد تداخلات دارویی ناشی از آب گریپ‌فروت باشند که طی آن، مصرف آب گریپ‌فروت باعث می‌شود تا متابولیسم برخی داروها دستخوش تغییر شود.